# Michael Höckelmann
Michael Höckelmann (* 1981 in Warendorf) ist ein deutscher Sinologe.

## Leben
Von 2005 bis 2007 studierte er Chinesisch (Mandarin) sowie chinesische Philosophie und Religion an der Sun-Yat-sen-Universität (Guangdong). 2009 erwarb er den Magister Artium in Sinologie (Note 1,30), Politikwissenschaft und Allgemeine Sprachwissenschaft, Titel der Arbeit: Gerechter Krieg und Strafen im Lüshi chunqiu und 2013 die Promotion (summa cum laude) zum Dr. phil. im Fach Sinologie, Titel der Arbeit: Li Deyu (787–850). (Zivil-)Religion, Politik und Biographie, Universität Münster. Von 2008 bis 2013 war er Lehrbeauftragter am Institut für Sinologie und Ostasienkunde, in Münster. Von 2009 bis 2013 war er wissenschaftlicher Mitarbeiter, Exzellenzcluster „Religion und Politik in den Kulturen der Vormoderne und Moderne“, Westfälische Wilhelms-Universität Münster. 2013 hatte er ein Stipendium des Schneider-Sasakawa Fund der Universität Münster für Forschung am Seikado Bunko 静嘉堂文庫 (Tokyo), Institute for Research in Humanities (Universität Kyōto) und in Taiwan. Von 2013 bis 2015 war er British Academy Postdoctoral Fellow, University of Cambridge und King’s College London. Von 2014 bis 2015 war er Postdoctoral Teaching Associate, Faculty of Asian & Middle Eastern Studies, University of Cambridge. Von 2015 bis 2017 war er Visiting Research Fellow, History, King’s College London. Von 2015 bis 2017 war er Assistant Professor am Department of History der Hong Kong Baptist University. Von 2017 bis 2018 war er Lecturer in East Asian History, History, University of Manchester. Von 2018 bis 2019 war er Research Fellow in Chinese Intellectual and Cultural History, ERC-Projekt „PAIXUE: Classicising Learning in Medieval Imperial Systems: Cross-cultural Approaches to Byzantine Paideia and Tang/Song Xue“, University of Edinburgh. Seit 2019 lehrt er als Professor für Staat und Gesellschaft Chinas an der Universität Erlangen.
Seine Forschungsschwerpunkte sind vormoderne chinesische Philologie, Geistes- und Institutionengeschichte, mittelalterliche Geschichte und Geschlechtergeschichte (Eunuchen).

## Schriften (Auswahl)
- Li Deyu (787–850). Religion und Politik in der Tang-Zeit. Wiesbaden 2016, ISBN 3-447-10503-8.